# Фулк (архиепископ на Реймс)
Фулк Почтени  (на френски: Foulques le Vénérable; * ок. 840; † убит 17 юни 900, Компиен) е ерцканцлер от 898 до 900 г. и от 882 до 900 г. архиепископ на Реймс.

## Биография
Той е от благородническа фамилия и брат на Анскар I († март 902), първият маркграф на Иврея от 888 г.
Възпитаван е в кралския дворец и след това е в кръга около Карл II Плешиви, когото придружава в Италия. Той става възпитател на по-късния крал Луи II Заекващия.
През 882 г., след смъртта на Хинкмар, Фулк става архиепископ на Реймс. След свалянето на император Карл Дебели през 887 г. той се опитва да постави своя роднина Гуидо Сполетски на френския трон и го коронясва през 888 г. в Лангър. Същата година за крал е издигнат обаче Одо от Париж от Робертините. Тогава Фулк застава на върха на легитимистите и прави заговори против Одо. Той иска помощ също от император Арнулф, който иска обаче мир в Запада и няма време.
На 28 януари 893 г., денят на смъртта на Карл Велики, Фулк коронова Шарл III (от Каролингите, син на Луи II) за крал на Франция, който го прави за свой ерцканцлер след смъртта на Одо.
Фулк е убит по нареждане на граф Балдуин II Фландерски понеже е против политиката на Фландрия.